# Campeonato Cearense Serie C 2020
El Campeonato Cearense de Serie C 2020 fue la 17.ª edición del torneo, organizado por la Federação Cearense de Futebol. El torneo comenzó el 3 de febrero de 2021 y finalizó el 24 de febrero del mismo año. 
La competencia otorgó dos plazas a la Serie B 2021. En total, ocho equipos participaron en esa edición.

## Sistema de competición
Los ocho equipos se enfrentaron en un grupo único, donde todos se enfrentaron en partidos de ida. Al final de las siete rondas, los dos equipos mejor ubicados ascendieron a la Serie B 2021 y el club mejor ubicado recibió el título de Campeón Cearense Serie C 2020. En caso de empate en puntos entre dos o más equipos, el desempate, a efectos de clasificación, se realizará observando los criterios a divulgar por la Federación.
En caso de empate en los puntos ganados entre dos o más clubes al final del campeonato, el desempate, a efectos de clasificación final, se realizará observando los siguientes criterios:
1. Partidos ganados
2. Diferencia de goles
3. Goles a favor
4. Enfrentamientos directos (entre dos clubes)
5. Sorteo

## Participantes
| Equipos participantes | Equipos participantes | Equipos participantes | Equipos participantes |
| --------------------- | --------------------- | --------------------- | --------------------- |
| Aliança               | Arsenal de Caridade   | Calouros do Ar        | Cariri                |
| Crateús               | Itarema               | Maracanã              | Tianguá               |

## Clasificación
| Pos. | Equipo              | Pts. | PJ | G | E | P | GF | GC | Dif. | Clasificación 2021                  |
| ---- | ------------------- | ---- | -- | - | - | - | -- | -- | ---- | ----------------------------------- |
| 1    | Maracanã            | 19   | 7  | 6 | 1 | 0 | 16 | 5  | +11  | Campeón y ascenso a la Serie B 2021 |
| 2    | Cariri              | 15   | 7  | 5 | 0 | 2 | 13 | 4  | +9   | Ascenso a la Serie B 2021           |
| 3    | Aliança             | 13   | 7  | 4 | 1 | 2 | 11 | 4  | +7   |                                     |
| 4    | Crateús             | 13   | 7  | 4 | 1 | 2 | 7  | 4  | +3   |                                     |
| 5    | Tianguá             | 11   | 7  | 3 | 2 | 2 | 12 | 8  | +4   |                                     |
| 6    | Itarema             | 7    | 7  | 2 | 1 | 4 | 9  | 9  | 0    |                                     |
| 7    | Arsenal de Caridade | 3    | 7  | 1 | 0 | 6 | 9  | 22 | −13  |                                     |
| 8    | Calouros do Ar      | 0    | 7  | 0 | 0 | 7 | 0  | 21 | −21  | Se retiró                           |

Actualizado a los partidos jugados el 24 de febrero de 2021.
 Fuente: FCF

## Fixture
| Arsenal de Caridade | 0-4            | Tianguá  | Moraisão     | 3 de febrero | 15:00 |
| Calouros do Ar      | 0-3 (walkover) | Aliança  | Domingão     | 3 de febrero | 15:00 |
| Cariri              | 0-2            | Maracanã | Mirandão     | 3 de febrero | 15:30 |
| Crateús             | 0-0            | Itarema  | Juvenal Melo | 3 de febrero | 15:30 |

| Tianguá  | 0-1            | Crateús             | Domingão  | 6 de febrero | 15:00 |
| Aliança  | 1-0            | Cariri              | Raimundão | 6 de febrero | 15:30 |
| Itarema  | 4-1            | Arsenal de Caridade | Dedezão   | 6 de febrero | 15:30 |
| Maracanã | 3-0 (walkover) | Calouros do Ar      | -         | -            | -     |

| Arsenal de Caridade | 1-2            | Crateús  | Moraisão  | 9 de febrero  | 15:00 |
| Aliança             | 0-1            | Maracanã | Raimundão | 10 de febrero | 15:30 |
| Itarema             | 0-1            | Cariri   | Dedezão   | 10 de febrero | 15:30 |
| Calouros do Ar      | 0-3 (walkover) | Tianguá  | -         | -             | -     |

| Arsenal de Caridade | 2-4            | Maracanã       | Moraisão     | 13 de febrero | 15:00 |
| Tianguá             | 2-1            | Itarema        | Domingão     | 13 de febrero | 15:00 |
| Crateús             | 1-0            | Aliança        | Juvenal Melo | 13 de febrero | 15:30 |
| Cariri              | 3-0 (walkover) | Calouros do Ar | -            | -             | -     |

| Aliança  | 4-2            | Arsenal de Caridade | Raimundão    | 16 de febrero | 15:00 |
| Maracanã | 2-2            | Tianguá             | Moraisão     | 16 de febrero | 15:00 |
| Crateús  | 0-1            | Cariri              | Juvenal Melo | 17 de febrero | 15:30 |
| Itarema  | 3-0 (walkover) | Calouros do Ar      | -            | -             | -     |

| Cariri         | 4-0            | Arsenal de Caridade | Inaldão  | 21 de febrero | 15:00 |
| Itarema        | 1-2            | Maracanã            | Dedezão  | 21 de febrero | 15:00 |
| Tianguá        | 0-0            | Aliança             | Domingão | 21 de febrero | 15:00 |
| Calouros do Ar | 0-3 (walkover) | Crateús             | -        | -             | -     |

| Aliança             | 3-0            | Itarema        | Raimundão | 24 de febrero | 15:00 |
| Cariri              | 4-1            | Tianguá        | Inaldão   | 24 de febrero | 15:00 |
| Maracanã            | 2-0            | Crateús        | Moraisão  | 24 de febrero | 15:00 |
| Arsenal de Caridade | 3-0 (walkover) | Calouros do Ar | -         | -             | -     |

## Goleadores
Actualizado el 24 de febrero de 2021.
| Pos. | Jugador   | Equipo   | Goles |
| ---- | --------- | -------- | ----- |
| 1    | Vavá      | Maracanã | 6     |
| 2    | Yuri      | Aliança  | 3     |
|      | Wallace   | Tianguá  | 3     |
| 4    | Amaral    | Aliança  | 2     |
|      | Samuel    | Aliança  | 2     |
|      | Laisson   | Arsenal  | 2     |
|      | Murilo    | Arsenal  | 2     |
|      | Fabinho   | Itarema  | 2     |
|      | Geilson   | Tianguá  | 2     |
|      | Douglas   | Maracanã | 2     |
|      | Marciel   | Cariri   | 2     |
|      | Moré      | Cariri   | 2     |
|      | Olivieira | Cariri   | 2     |
|      | Tiago     | Cariri   | 2     |